# Шавшин, Владимир Георгиевич
Владимир Георгиевич Шавшин (род. 17 августа 1942, Калининская область) — историк, писатель, руководитель отдела охраны памятников Управления культуры города Севастополя, член Союза писателей СССР, член Национального союза писателей Украины, лауреат Государственной премии Автономной Республики Крым, Заслуженный работник культуры Украины. 

## Биография
Родился в 1942 году в Калининский (ныне Тверской) области. С 1965 года живет и работает в Севастополе. Историк-окончил Симферопольский государственный университет. 
В 1968 году начал работать в Музее героической обороны и освобождения Севастополя. Позже научный сотрудник структурного подразделения музея — Оборонительной башни Малахова кургана, учёный секретарь музея, заведующий его ведущими отделами. С 1990 года в течение свыше полутора десятков лет Владимир Георгиевич был руководителем отдела охраны памятников Управления культуры города Севастополя.

## Произведения
Автор более 30 книг по истории Крыма, Севастополя и Балаклавы:
- «Балаклава»;
- «Балаклава древняя и молодая»
- «Балаклавский Георгиевский монастырь»;
- «За Веру и Отечество» (в соавторстве);
- «Альминское сражение»;
- «Бастионы Севастополя»;
- «Севастополь в истории Крымской войны»;
- «Над Долиной смерти»;
- «Британский лев под Инкерманом»;
- «Отзовется ли бурей полсвета…»
- «Имя дома твоего»
- «И. Д. Папанин — севастопольский Колумб»
- «Ироничный Сева100Поль»
- «Каменная летопись Севастополя» и других.